# Earl W. Vincent
Earl W. Vincent (* 27. März 1886 bei Keota, Washington County, Iowa; † 22. Mai 1953 in Guthrie Center, Iowa) war ein US-amerikanischer Politiker. Zwischen 1928 und 1929 vertrat er den Bundesstaat Iowa im US-Repräsentantenhaus.

## Werdegang
Earl Vincent besuchte die öffentlichen Schulen seiner Heimat einschließlich der Keota High School, die er im Jahr 1904 abschloss. Danach studierte er bis 1909 am Monmouth College. Nach einem anschließenden Jurastudium an der University of Iowa in Iowa City und seiner im Jahr 1912 erfolgten Zulassung als Rechtsanwalt begann er in Guthrie Center in seinem neuen Beruf zu praktizieren. Zwischen 1919 und 1922 war er Bezirksstaatsanwalt im Guthrie County.
Vincent war Mitglied der Republikanischen Partei. Zwischen 1923 und 1927 gehörte er dem Repräsentantenhaus von Iowa an. Nach dem Rücktritt des Kongressabgeordneten William R. Green wurde er bei der fälligen Nachwahl im neunten Wahlbezirk von Iowa als dessen Nachfolger in das US-Repräsentantenhaus in Washington, D.C. gewählt. Dort beendete er zwischen dem 4. Juni 1928 und dem 3. März 1929 die angebrochene Legislaturperiode seines Vorgängers. Für die regulären Kongresswahlen des Jahres 1928 wurde Vincent von seiner Partei nicht mehr nominiert.
1930 war Vincent Delegierter auf dem regionalen republikanischen Parteitag in Iowa. In den folgenden Jahren arbeitete er wieder als Anwalt, ehe er im Februar 1945 Richter im fünften Gerichtsbezirk von Iowa wurde. Dieses Amt bekleidete er bis zu seinem Tod am 22. Mai 1953.